# Guerra e Paz
Guerra e Paz (em russo:  Война и мир) é um romance histórico escrito pelo autor russo Liev Tolstói e publicado entre 1865 e 1869 no Russkii Vestnik, um periódico da época. É uma das obras mais volumosas da história da literatura universal. O livro narra a história da Rússia à época de Napoleão Bonaparte (notadamente as guerras napoleônicas na Rússia). A riqueza e realismo de seus detalhes assim como suas numerosas descrições psicológicas fazem com que seja considerado um dos maiores livros da História da Literatura.
Tolstói desenvolve no livro uma teoria fatalista da História, onde o livre-arbítrio não teria mais que uma importância menor e onde todos os acontecimentos só obedeceriam a um determinismo histórico irrefutável.
Tolstói disse que a melhor literatura russa não está de acordo com os padrões e, portanto, hesitou em classificar Guerra e Paz, dizendo que "não é um romance, muito menos é um poema, e muito menos uma crônica histórica". Grandes seções, especialmente os capítulos posteriores, são discussões filosóficas e não narrativas. Ele considerou Anna Karenina como seu primeiro romance verdadeiro.
Guerra e Paz fez um enorme sucesso à época de sua publicação, imprevisto até mesmo para o autor, Tolstói.

## O Título
Uma lenda urbana afirma que o sentido real do título do livro seria A Guerra e o Mundo. As palavras "paz" (antes de 1918: "миръ") e "mundo" (antes de 1918: "мiръ", incluindo também o sentido de vida em sociedade) eram efetivamente homônimas em russo, escrevendo-se de maneira idêntica desde a reforma ortográfica russa de 1918. No entanto, o próprio Tolstói traduzia o título em francês da obra como La Guerre et la Paix (A Guerra e a Paz). De fato, Tolstói encontrou tardiamente este título, inspirando-se em uma obra do teórico anarquista socialista francês Pierre Joseph Proudhon (La Guerre et la Paix, 1861), que encontrou em Bruxelas em 1861.

Leon Tolstói

## Versão original
O primeiro rascunho de "Guerra e Paz" foi completado em 1863. Quando a versão publicada foi terminada, cerca de um terço de todo o trabalho já havia sido publicado em uma revista literária, com o título "1805". Tolstói não estava satisfeito com o final e reescreveu a novela integralmente entre 1866 e 1869. Esta nova versão foi depois publicada como a novela oficial sob o título "Guerra e Paz". Ele, no entanto, não destruiu o manuscrito original, que foi editado na Rússia em 1983. A primeira versão é diferente desta em vários aspectos, especialmente no contundente "final feliz".
Pode-se objetar que o próprio Tolstói nunca pretendeu publicar a versão original; por outro lado, ele revelou mais tarde estar também desapontado com a "versão conhecida" de "Guerra e Paz", que descreveu como "repugnante".

## Idioma
Apesar de Tolstói ter escrito a maior parte do livro, incluindo toda a narrativa, em russo, partes significativas dos diálogos em todo o livro (incluindo a sentença inicial) são escritas em francês. Isso meramente reflete a realidade da época, já que toda a aristocracia russa do século XIX falava o francês e empregava a língua entre si em vez do russo. Tolstói chega a fazer referência a um aristocrata russo já adulto que tem lições de russo para tentar dominar a língua nacional. De forma menos realista, os franceses retratados na novela, incluindo o próprio Bonaparte, às vezes falam em francês, às vezes em russo.

## Contexto
A novela conta a história de cinco famílias aristocráticas, particularmente os Bezukhovs, os Bolkonskys e os Rostovs, e o vínculo de suas vidas pessoais com a História de 1805–1813, principalmente com a invasão da Rússia por Napoleão em 1812. Como dito acima, Tolstói nega sistematicamente a seus personagens qualquer livre arbítrio significativo: o curso da história tanto pode determinar a felicidade quanto a tragédia.
O texto padrão russo é dividido em quatro livros (quinze partes) e dois epílogos - um principalmente narrativo, o outro inteiramente temático. Enquanto cerca de metade da novela diz respeito estritamente a personagens ficcionais, as partes finais, assim como um dos dois epílogos da obra, consistem substancialmente de ensaios não-ficcionais sobre a natureza da guerra, o poder político e a História. Tolstói perpassa esses ensaios pela história de uma maneira que desafia a convenção ficcional. Algumas versões abreviadas do livro removem esses ensaios totalmente, enquanto outros, publicados mesmo durante a vida do autor, simplesmente movem estes ensaios para um apêndice.

## Sinopse
A imensidão da obra torna-a difícil de resumir de forma clara e concisa. Além disso, o autor alinhava sua narrativa com muitas reflexões pessoais que tendem a quebrar o ritmo da leitura. A ação se instala entre 1805 e 1820, ainda que, em realidade, a essência da obra se concentre em determinados momentos-chave: a Guerra da Terceira Coalizão (1805), a Paz de Tilsit (1807) e enfim a Campanha da Rússia (1812). No entanto seria falso acreditar que "Guerra e Paz" trate apenas das relações franco-russas à época. Além das batalhas de Schoengraben, Austerlitz e de Borodino, Tolstói descreve com bastante cuidado e precisão os milhares de nobres da Rússia czarista, abordando diversos temas então em moda; a questão dos servos, as sociedades secretas e a guerra. Os personagens de "Guerra e Paz" são tão abundantes e ricamente detalhados que é difícil encontrar na obra um "herói", apesar de ser Pierre Bézoukhov o personagem mais recorrente.

### Livro Um
A novela começa na cidade russa de São Petersburgo, numa festa dada em julho de 1805 por Anna Pavlovna Scherer - dama de honra e confidente da Czarina Viúva e Mãe Maria Feodorovna. Os principais personagens e famílias aristocráticas da novela são conhecidos aqui. Pierre Bezukhov é filho ilegítimo de um conde abastado à beira da morte e é inesperadamente envolvido em uma disputa pela herança. Educado na França, com a mãe morta, Pierre é essencialmente bondoso mas sem tato social, de natureza aberta, e sente dificuldades para se integrar à sociedade de São Petersburgo.

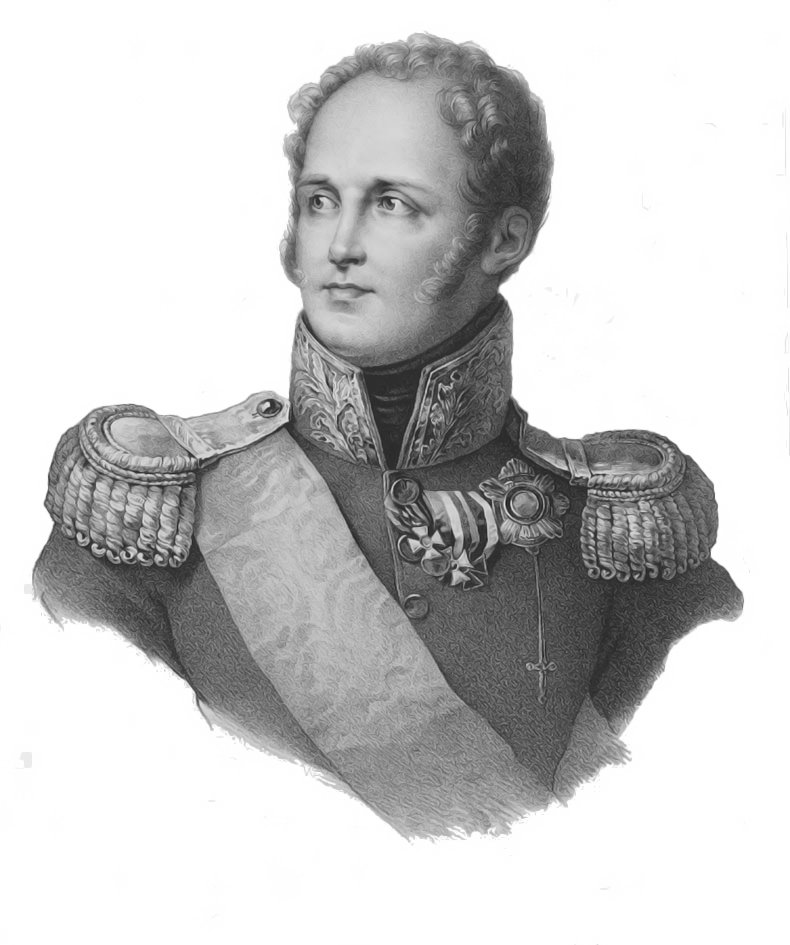
Csar Alexandre I

O amigo de Pierre, o inteligente e sardônico príncipe André Bolkonsky, marido da encantadora Lisa, também comparece à festa. Julgando a sociedade de São Petersburgo enjoada e sentindo-se desconfortável com a vida de casado, André escolhe ser ajudante de campo do príncipe Mikhail Kutuzov na Guerra da Terceira Coalizão contra Napoleão.
Tolstói desvia então a ação para Moscou, a velha cidade russa, em contraste com São Peterburgo. A família Rostov, residente na cidade, será um dos mais importantes núcleos da novela. A família do conde moscovita Ilya Rostov possui quatro filhos adolescentes. A jovem Natasha está supostamente apaixonada por Boris, um oficial disciplinado e também seu parente. O irmão, Nicolau, faz juras de amor juvenil a sua prima mais nova, Sônia. A filha mais velha, Vera, é fria e, de alguma forma, arrogante mas tem uma boa perspectiva de casamento com um oficial alemão, Berg. Pétia é o caçula da família Rostov; como seu irmão, é impetuoso e anseia por se juntar ao exército ao chegar a idade. Os cabeças da família, Conde Ilya Rostov e Condessa Natalya Rostova, formam um casal afetuoso mas sempre envolvidos em dificuldades financeiras.
O príncipe André, ao partir para a guerra, deixa sua esposa grávida na casa de campo da família com seu pai, o excêntrico Príncipe Nikolai Andreivitch Bolkonsky, e sua irmã Maria Bolkonskaya.
A segunda parte deste livro abre-se com a descrição dos preparativos da iminente guerra franco-russa. Na Batalha de Schöngrabern, Nicolau Rostov, agora lotado ao esquadrão de hussardos, tem seu batismo de fogo. Ele conhece o príncipe André de quem, a princípio, não gosta. Como todos os jovens soldados ele se sente atraído pelo carisma do czar Alexandre. Através do jogo, também trava conhecimento com os oficiais Denisov e Dolokhov.

### Livro Dois
O Livro Dois começa com Nicolau Rostov voltando para sua casa em Moscou para uma visita breve, no início de 1806. Nicolau encontra a família às voltas com a ruína financeira devido à má administração do patrimônio. Com Denisov, passa um inverno agitado em Moscou. Natasha transformou-se numa bela moça e é assediada por Denisov mas não o aceita. Apesar dos pedidos da mãe para encontrar um partido com boas perspectivas financeiras para casar-se, Nicolau rejeita essa sugestão e promete casar-se com seu amor de infância, sua prima Sônia, órfã e sem fortuna.
Se existe um personagem central em "Guerra e Paz" ele é Pierre Bezukhov que, após receber uma herança inesperada, de repente vê-se às voltas com as responsabilidades e conflitos inerentes a sua nova posição social. Ele então casa-se com Helena, bela e imoral filha do príncipe Kuragin, mesmo que contra seu próprio julgamento. Frente aos numerosos casos da mulher, ele permanece desajustado, duela com um desses amantes e sente-se angustiado quando tudo isso acontece. Junta-se então à franco-maçonaria. A maior parte deste livro dedica-se às lutas de Pierre contra suas paixões e seus conflitos espirituais na busca por tornar-se um homem melhor. Agora um rico aristocrata, vê desvanecer seu comportamento irresponsável e inicia uma busca pessoal: como viver uma vida moral dentro de um mundo eticamente imperfeito? Esta pergunta constantemente perturba e confunde Pierre. Ele pretende libertar seus servos mas sempre termina por protelar a decisão.

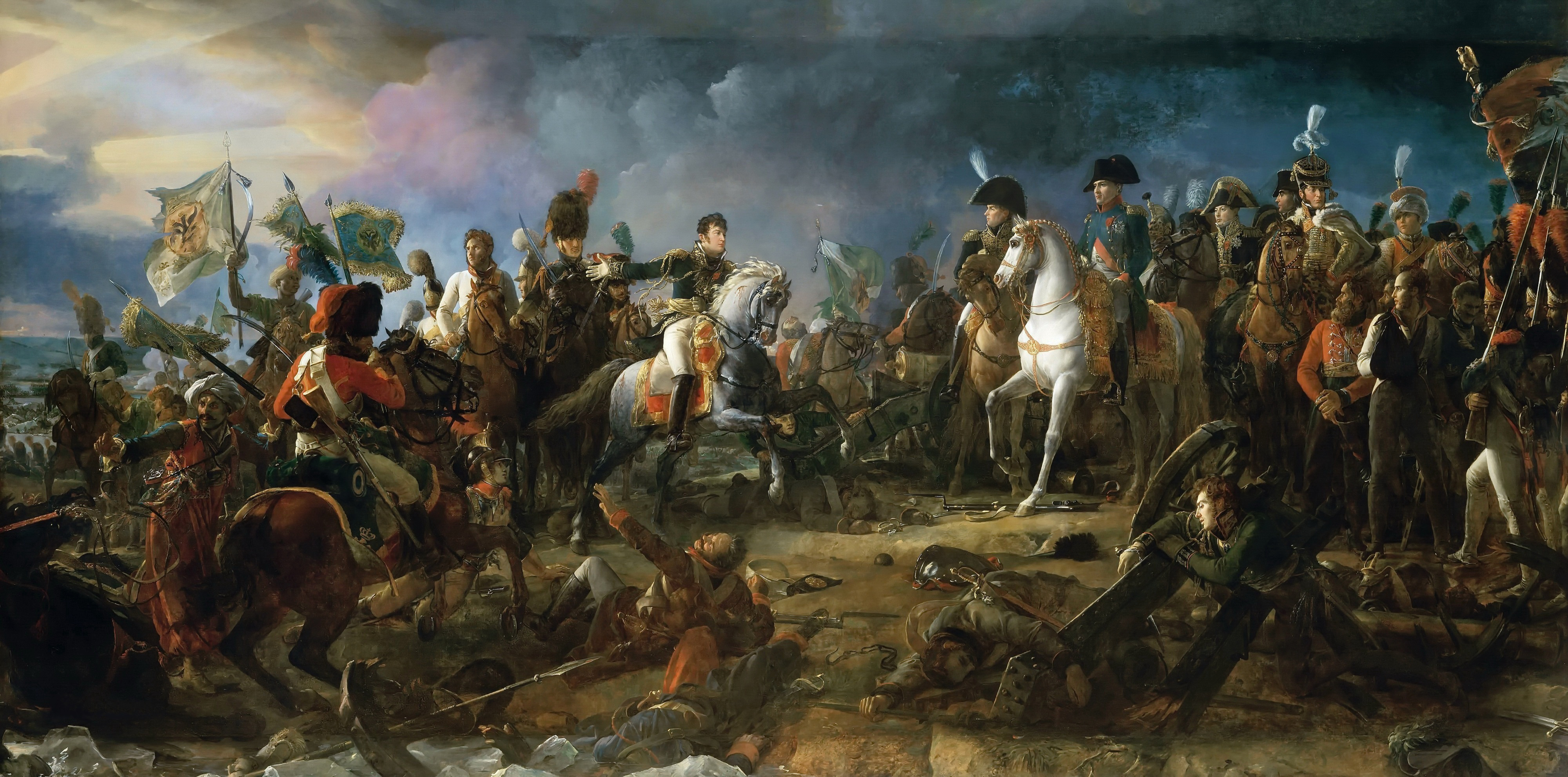
Batalha de Austerlitz - Quadro de François Gérard

Pierre é constantemente confrontado com a inteligência e ambição de André Bolkonsky. Na Batalha de Austerlitz, André é inspirado por uma visão de glória e lidera uma carga do exército mas sofre um ferimento quase fatal que o deixa inconsciente. Em face da morte, André percebe que toda a sua antiga ambição é inútil e que mesmo seu herói, Napoleão (que o resgata quando de uma incursão a cavalo pelo campo de batalha), é aparentemente tão venal quanto ele.
O príncipe André recupera-se dos ferimentos em um hospital militar e volta para casa, exatamente quando sua mulher, Lisa, esta em trabalho de parto, morrendo logo após dar à luz o filho do príncipe André. Ele sente-se então culpado por não ter tratado a mulher melhor enquanto ela ainda estava viva.
Sobrecarregado com o peso desta desilusão niilista, André retira-se para uma vida anônima em sua propriedade até que é conduzido a uma discussão filosófica por Pierre, que um dia vai visitá-lo. Ao percorrer a propriedade ele faz a seguinte pergunta: onde está Deus neste mundo amoral?
A jovem Natasha encontra André em seu primeiro baile e o revigora brevemente com sua vivacidade. André passa a crer ter encontrado uma proposta de vida novamente. No entanto, os planos de casamento imediato do casal têm que ser postergados para um ano de comprometimento antes do casamento, por solicitação das famílias.
Quando o príncipe André reassume seus encargos militares, Helena e seu sedutor irmão Anatole conspiram para que este seduza e desonre a jovem, ainda imatura e agora bela Natasha Rostova. Eles a seduzem com planos de raptá-la porém, graças à prima Sônia e a Pierre, veem estes planos fracassarem. Esta situação propicia com que Pierre tenha um importante encontro com Natasha e sinta-se apaixonado pela moça. A passagem do Grande Cometa de 1811-2 pelos céus coincide com um novo começo de vida para Pierre.

### Livro Três
Natasha rompe seu compromisso com André. Envergonhada por sua quase-sedução, ela contrai uma doença séria mas, com a ajuda de sua família, de Pierre e com sua fé religiosa, consegue perseverar através deste período nefasto de sua vida.
Nesse interim, toda a Rússia é afetada pelo iminente embate entre as tropas russas e as de Napoleão. Pierre convence-se, através  da numerologia, que Napoleão é o Anticristo do Apocalipse. O velho príncipe Bolkonsky, pai de André, morre de um acidente vascular cerebral e, em  Moscou, Pétia, o filho mais novo dos Rostov, convence os pais a deixá-lo alistar-se no exército.
Ao mesmo tempo, Nicolau transforma-se no cavaleiro andante de Maria Bolkonskaya, irmã de André, às voltas com uma propriedade repleta de servos hostis e rebeldes. Esta primeira aproximação entre os dois, faz com que Nicolau comece a reconsiderar suas perspectivas matrimoniais, ao sentir-se atraído pela devoção, consideração e, por que não, pela herança de Maria. No entanto, Nicolau sente-se ainda preso ao compromisso assumido com Sônia, quando bem mais jovem, e hesita em envolver-se com a herdeira dos Bolkonsky.

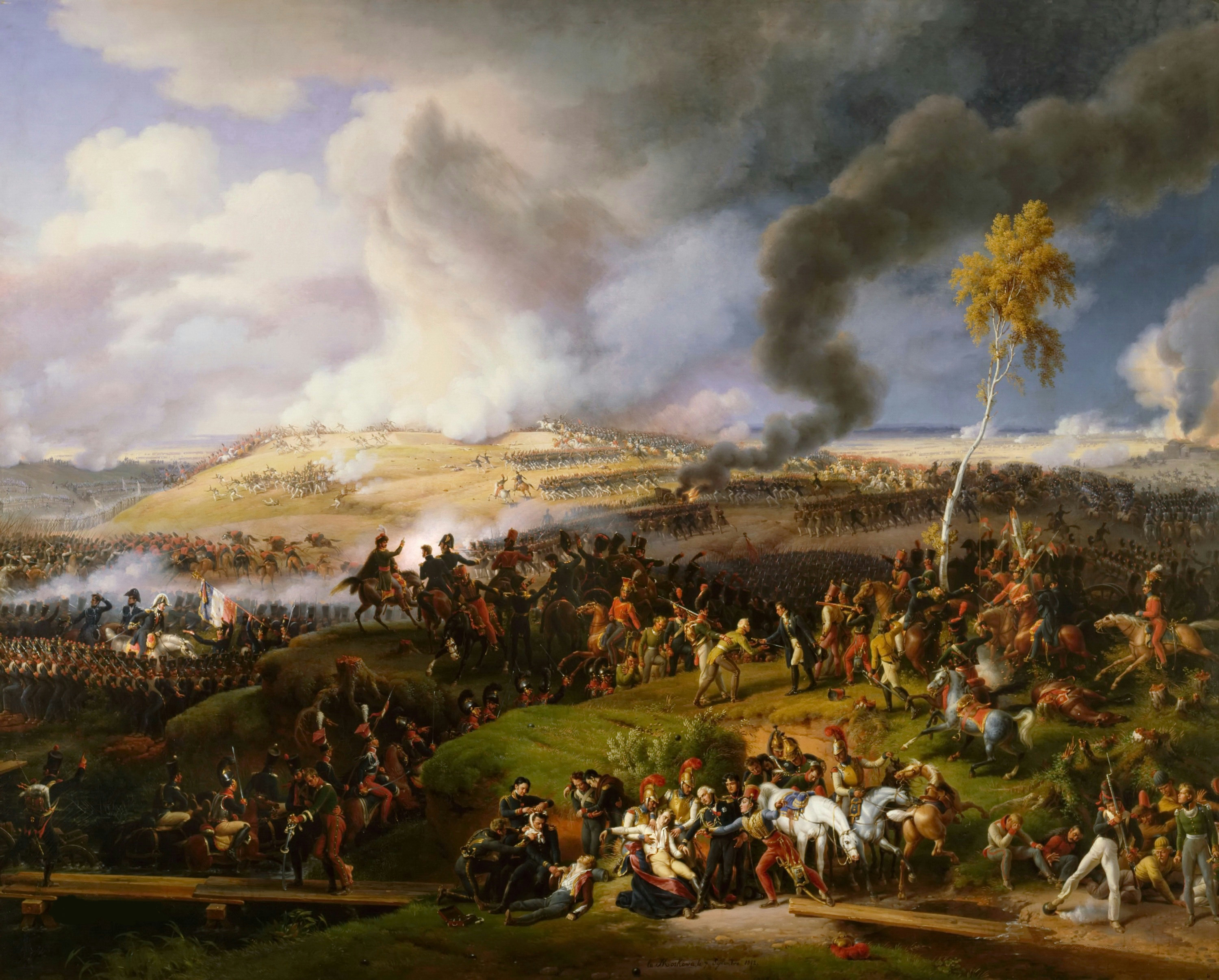
Batalha de Borodino

À medida que Napoleão se aproxima da Rússia, Pierre decide abandonar Moscou e assistir à Batalha de Borodino de um ponto de vista privilegiado, próximo à artilharia russa. Depois de observar por um tempo, ele decide ajudar, carregando as armas. Envolvido no tumulto, Pierre experimenta pela primeira vez a morte e a destruição da guerra. A guerra torna-se uma enorme carnificina para ambos os lados e termina praticamente "empatada". Os russos, entretanto, obtiveram uma vitória moral por fazerem frente ao aparentemente invencível exército de Napoleão. Tendo sofrido numerosas baixas durante a batalha e por razões estratégicas, o exército russo recua no dia seguinte, abrindo caminho para que Napoleão marche contra Moscou.

### Livro Quatro
O Livro Quatro é o clímax da invasão de Napoleão à Rússia. Quando o Grande Exército de Napoleão ocupa uma Moscou abandonada e queimada, Pierre parte numa missão quixotesca para assassinar o imperador francês. Ele torna-se um anônimo em meio ao caos da cidade destruída, disfarçando-se de servo e escondendo sua posição e estilo de vida. A única pessoa a descobrir o disfarce de Pierre é Natasha, que o reconhece, e ele percebe então a dimensão total do seu amor por ela.

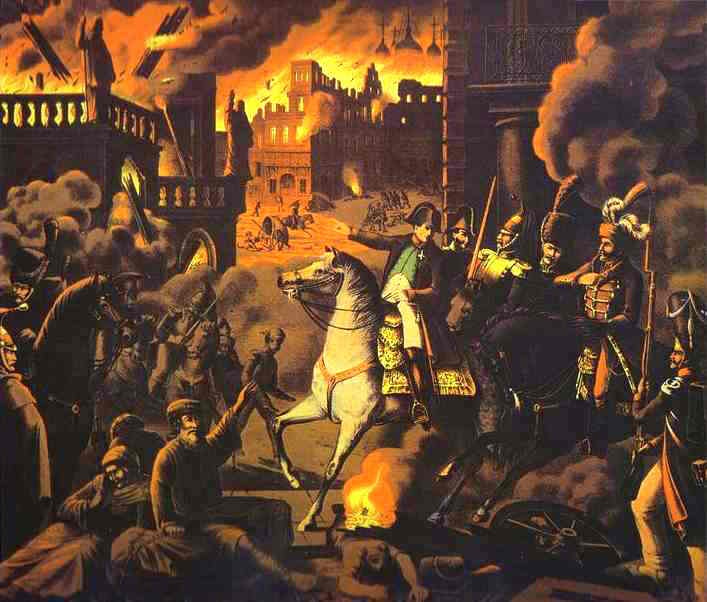
Os franceses em Moscou - autor desconhecido

Seu plano falha e ele é capturado no quartel-general de Napoleão, como prisioneiro de guerra, depois de salvar uma criança de um prédio em chamas e de agredir um legionário francês quando este atacava uma mulher. Ele torna-se amigo de seu colega de cela, Platão Karataev, um servo incapaz de qualquer malícia. Nele Pierre finalmente encontra o que procurava: uma pessoa honesta, redonda, sem qualquer pretensão. Karataev é o oposto da aristocracia de São Petersburgo e um notável membro da classe trabalhadora, com quem Pierre descobre o sentido na vida simples apenas por conviver e interagir com ele. Depois de testemunhar soldados franceses saqueando Moscou e atirando em civis arbitrariamente, Pierre é forçado a marchar com o Grande Exército durante sua desastrosa retirada de Moscou devido ao inverno rigoroso. Após meses de julgamento e atribulação - durante os quais Karataev é caprichosamente baleado - Pierre é libertado pelos russos após uma pequena escaramuça onde vê o jovem Pétia Rostov ser morto em ação.
Enquanto isso, André, ferido durante a invasão de Napoleão, é recolhido pelos Rostovs. Reúne-se assim a Natasha e sua irmã Maria antes do fim da guerra. Nessa ocasião André e Natasha por primeira vez voltam a encontrar-se, e Natasha obtém o perdão de André, que se encontra em um estado de saúde frágil. Afinal André se recupera e reata uma relação de serena amizade com Natasha.
Com a novela chegando ao final, a mulher de Pierre, Helena distante de Pierre,morre, devido a uma doença que contraiu; e Pierre reúne-se a Natasha, enquanto os russos, vitoriosos, reconstroem Moscou. Natasha fala da morte de André e Pierre da de Karataev. Os dois estão cientes de um vínculo crescente entre eles, em seu luto. Com a intervenção da princesa Maria, Pierre encontra finalmente o amor e, revelando este amor a Natasha, depois da morte de sua esposa Helena, casa-se com ela.

## Personagens principais
Há mais de 500 personagens em Guerra e Paz, mas a obra foca-se especialmente nos seguintes personagens:
- Pierre Bezukhov
- Natasha Rostova
- André Bolkonski
- Maria Bolkonskaya
- Nicolau Rostov
- Napoleão
- Mikhail Kutuzov
- Helena Kuragina
- Anatoly Kuragin

## Recepção
A recepção de "Guerra e Paz" após o seu lançamento foi majoritariamente negativa, principalmente por parte dos veteranos da Guerra de 1812. Entre as críticas feitas pelos veteranos, é a sua distorção da "atmosfera heroica" da atuação russa na guerra, ao narrar fatos como pequenas ações cotidianas dos soldados. O historiador Dan Ungurianu afirma que neste conflito entre a memória dos veteranos e o romance de Tolstoy está também um conflito de gerações políticas e literárias, entre o nacionalismo romântico e grandioso da década de 1830 e o patriotismo do romance social realista que surge na segunda metade do século XIX.
No entanto, o caráter sociológico e com aspectos científicos de Tolstói ao tratar a história russa passou a ser apreciado, nos anos que se seguiram à publicação do livro, principalmente com uma nova geração de intelectuais que surgia nas universidades dos grandes centros urbanos. Poucos anos depois, "Guerra e Paz" se tornou uma das obras mais lidas e impressas no Império Russo, e em grande medida, se tornou a versão mais bem aceita da Guerra de 1812.

### Livros
- Ungurianu, Dan (2007). Plotting History: The Russian Historical Novel in the Imperial Age. Madison: The University of Wisconsin Press. 349 páginas

### Periódicos
- Queiroz, Mario Newman de (2019). «Subjetivação e concepção histórica em Guerra e Paz». Universidade Federal do Rio de Janeiro. Slovo – Revista de Estudos em Eslavística. 2 (2). ISSN 2595-6027